# افراد اشتراکی
افراد اشتراکی (به انگلیسی: Common People)، نخستین قسمت از فصل هفتم مجموعه آنتولوژی علمی‌تخیلی بریتانیایی آینه سیاه است. فیلم‌نامه این قسمت توسط خالق سریال آینه سیاه یعنی چارلی بروکر بر اساس داستانی از خود او و بیشا کی. علی نوشته شده و اَلی پنکیو وظیفه کارگردانی آن را برعهده داشته است. پنکیو پیش‌تر اپیزود جوآن آدم بدی است را نیز کارگردانی کرده بود. کریس اودوود، رشیدا جونز و تریسی الیس راس بازیگران اصلی این قسمت هستند. رشیدا جونز پیش‌تر در مقام نویسنده، اپیزود سقوط ناگهانی را برای مجموعه آینه سیاه نوشته بود. افراد اشتراکی به همراه تمام قسمت‌های دیگر فصل هفتم در تاریخ ۱۰ آوریل ۲۰۲۵ توسط نتفلیکس منتشر شد.
داستان این قسمت دربارهٔ زن و شوهر میانسالی به نام‌های مایک و آماندا است که در آرزوی بچه‌دار شدن هستند اما این رؤیای شیرین، خیلی زود با ابتلای آماندا به یک بیماری مغزی مرموز رنگ می‌بازد. مایک که با وضعیت اقتصادی سختی درگیر است، مجبور می‌شود پیشنهاد عجیب یک شرکت فناوری را برای زنده ماندن آماندا قبول کند. فناوری که با قرار دادن دستگاهی در سر آماندا به او زندگی دوباره می‌بخشد اما این دستگاه به عنوان سیستم اشتراکی توسط کاربران زیادی به صورت شبکه استفاده می‌شود، باعث بروز مشکلات زیادی برای زوج قصه می‌شود.
افراد اشتراکی انتقادی نسبت به ریدمال‌سازی خدمات و فناوری‌های جدید است که بدون در نظر گرفتن وضعیت اقتصادی طبقه آسیب‌پذیر جامعه، امکانات رده‌بالای خود را تنها در اختیار ثروتمندان قرار داده و بدین ترتیب، کاربران فقیرتر را از سیستم خود محروم می‌کنند. ایده اصلی این قسمت پس از گوش دادن به پادکستی که مدام در میانه آن، تبلیغات پخش می‌شد به ذهن چارلی بروکر رسید. افراد اشتراکی واکنش مثبت منتقدان را در پی داشت و در زمینه فیلم‌نامه، پایان‌بندی و عملکرد تیم بازیگران ستایش شد.